# Zeit (singel)
Zeit är en singel av Rammstein från deras åttonde studioalbum Zeit. Singeln lanserades först digitalt den 10 mars 2022 för att dagen efter lanseras i fysiskt format.
Musikvideon, som regisserades av Robert Gwisdek, hade premiär den 10 mars 2022.

## Låtlista
Alla låtar är skrivna och komponerade av Rammstein, om inte annat anges. 
| Nr | Titel                          | Längd |
| -- | ------------------------------ | ----- |
| 1. | Zeit                           | 5:21  |
| 2. | Zeit (remix by Ólafur Arnalds) | 3:54  |
| 3. | Zeit (remix by Robot Koch)     | 4:43  |